# Egeraracsa, Zala
Egeraracsa  este un sat în districtul Keszthely, județul Zala, Ungaria, având o populație de 329 de locuitori (2011). 

## Demografie
Componența etnică a satului Egeraracsa
     Maghiari (94,67%)
     Romi (3,67%)
     Germani (1,67%)
Componența confesională a satului Egeraracsa
     Fără religie (3,34%)
     Reformați (2,13%)
     Necunoscută (94,53%)
Conform recensământului din 2011, satul Egeraracsa avea 329 de locuitori. Din punct de vedere etnic, majoritatea locuitorilor (94,67%) erau maghiari, existând și minorități de romi (3,67%) și germani (1,67%). Nu există o religie majoritară, locuitorii fiind persoane fără religie (3,34%) și reformați (2,13%). Pentru 94,53% din locuitori nu este cunoscută apartenența confesională.